# تابنيت الثاني
تينيس ( تابنيت الثاني في اللغة الفينيقية ) كان ملك لصيدا في عهد الإمبراطورية الأخمينية، حكم مدينة صيدا الفينيقية من ( r. ج. 351 - ج. 346 قبل الميلاد )، بعد أن ارتبط بوالده في السلطة منذ ثمانينيات القرن الثالث. لا يزال من غير المؤكد ما إذا كان وريثه وخليفته المعروف، تينيس، هو ابنه أو أحد أقربائه المقربين. وكان سلفه عبدشتارت الأول (باليونانية ستراتون الأول)، ابن بعل شليم الثاني

## تمرد صيدا ضد الإمبراطورية الأخمينية

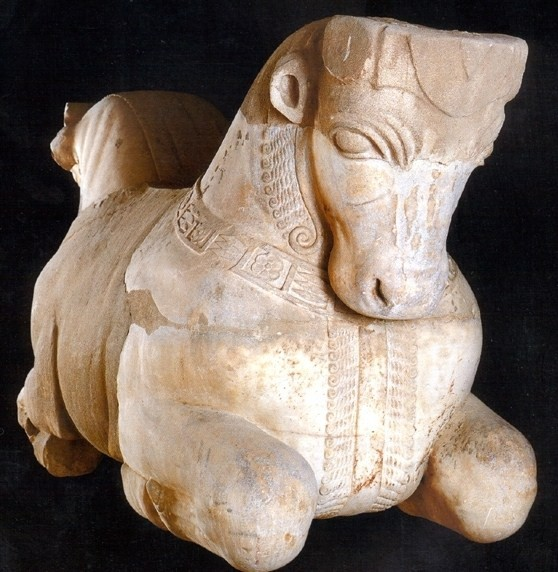
يقدم نموذج الثور الفارسي الذي تم العثور عليه في صيدا شهادة على حكم ونفوذ الأخمينيين. رخام، القرن الخامس قبل الميلاد

بعد فترة وجيزة من فشل الحملة المصرية للحاكم الأخميني أرتحشستا الثالث، أعلن الفينيقيون استقلالهم عن الحكم الفارسي. وتبع ذلك أيضًا حكام الأناضول وقبرص. بدأ أرتحشستا هجومًا مضادًا ضد صيدا من خلال قيادة مرزبان سوريا بيليسيس ومزايوس، مرزبان كيليكيا، لغزو المدينة وإبقاء الفينيقيين تحت السيطرة. عانى كلا المرزبان من هزائم ساحقة على يد تينيس، الذي ساعده 4000 من المرتزقة اليونانيين الذين أرسلهم إليه نخت أنبو الثاني وبقيادة معلم رودس. ونتيجة لذلك، طردت القوات الفارسية من فينيقيا.

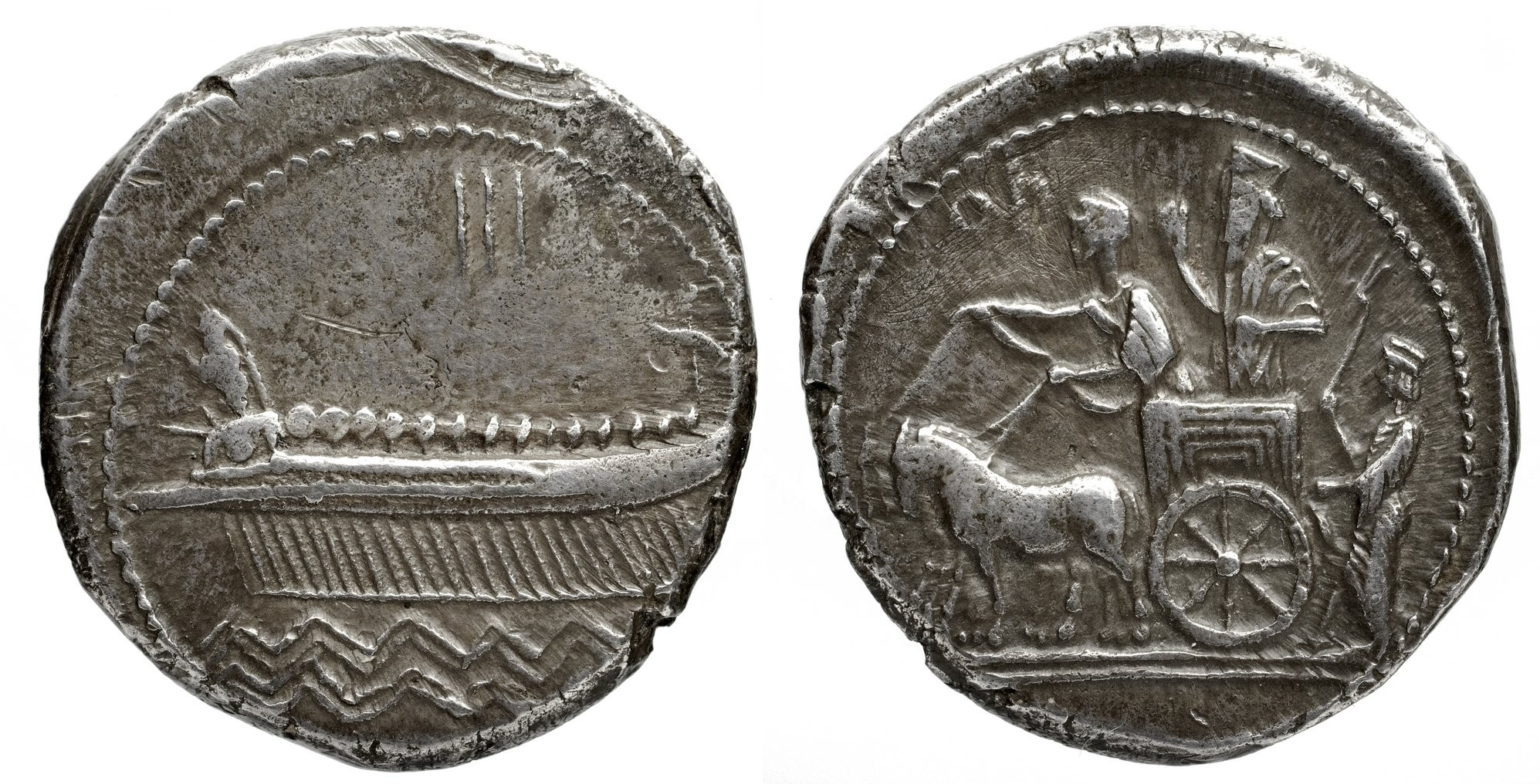
عملة تابنيت الثاني. يمكن رؤية تينيس وهو يسير خلف الملك الأخميني على عربته.

بعد ذلك، قاد أرتحشستا شخصيًا جيشًا قوامه 330 ألف رجل ضد صيدا. يتألف جيش أرتحشستا من 300 ألف جندي مشاة، و30 ألف سلاح فرسان، و300 سفينة ثلاثية المجاديف، و500 سفينة نقل أو إمداد. وبعد جمع هذا الجيش طلب المساعدة من اليونانيين. على الرغم من رفض أثينا وإسبرطة المساعدة، فقد نجح في الحصول على ألف جندي من طيبة مدججين بالسلاح تحت قيادة لاكراتس، وثلاثة آلاف أرغوسي تحت قيادة نيكوستراتوس، وستة آلاف من الإيوليين والأيونيين والدوريين من مدن الأناضول اليونانية. كان هذا الدعم اليوناني صغيرًا عدديًا، إذ لم يتجاوز 10.000 رجل، لكنه شكل، جنبًا إلى جنب مع المرتزقة اليونانيين من مصر الذين لجأوا إليه بعد ذلك، القوة التي وضع عليها اعتماده الرئيسي، والتي ساهم فيها نجاحه النهائي. كانت رحلته الاستكشافية مستحقة بشكل أساسي.
أدى اقتراب أرتحشستا إلى إضعاف قرار تينيس بدرجة كافية لدرجة أنه سعى إلى شراء عفوه الخاص عن طريق تسليم 100 من مواطني صيدا الرئيسيين إلى أيدي الملك الفارسي، ثم قبول أرتحشستا داخل دفاعات المدينة. قام أرتحشستا بضرب 100 مواطن بالرماح، وعندما خرج 500 آخرون كمتوسلين لطلب رحمته، أرسلهم أرتحشستا إلى نفس المصير. ثم أحرقت صيدا بالكامل، إما على يد أرتحشستا أو على يد المواطنين الصيدونيين. ومات أربعون ألف شخص في الحريق. باع أرتحشستا الآثار بثمن باهظ للمضاربين، الذين كانوا يحسبون أن يعوضوا أنفسهم بالكنوز التي كانوا يأملون في استخراجها من بين الرماد.
تم إعدام تينيس على يد أرتحشستا الثالث في 346-345 قبل الميلاد. أرسل أرتحشستا فيما بعد اليهود الذين دعموا الثورة إلى هيركانيا، على الساحل الجنوبي لبحر قزوين.